# Рибниця-Лесьна
Рибниця-Лесьна (пол. Rybnica Leśna, нім. Reimswaldau) — село в Польщі, у гміні Мерошув Валбжиського повіту Нижньосілезького воєводства.
Населення — 171 особа (2011).
У 1975-1998 роках село належало до Валбжиського воєводства.

## Демографія
Демографічна структура станом на 31 березня 2011 року:
|          | Загалом | Допрацездатний вік | Працездатний вік | Постпрацездатний вік |
| -------- | ------- | ------------------ | ---------------- | -------------------- |
| Чоловіки | 88      | 19                 | 60               | 9                    |
| Жінки    | 83      | 4                  | 56               | 23                   |
| Разом    | 171     | 23                 | 116              | 32                   |